# Apiloscatopse handlirschi
Apiloscatopse handlirschi är en tvåvingeart som först beskrevs av Oswald Duda 1928.  Apiloscatopse handlirschi ingår i släktet Apiloscatopse och familjen dyngmyggor.
Artens utbredningsområde är Österrike. Inga underarter finns listade i Catalogue of Life.